# Sergei Nikolajewitsch Ardaschew
Sergei Nikolajewitsch Ardaschew (russisch Сергей Николаевич Ардашев, wiss. Transliteration Sergej Nikolaevič Ardašev; * 13. Oktober 1998 in Balesino, Udmurtien) ist ein russischer Skilangläufer.

## Werdegang
Ardaschew startete im November 2017 in Werschina Tjoi erstmals im Eastern-Europe-Cup und belegte dabei die Plätze 33 und zwei im Sprint und den siebten Rang über 15 km Freistil. Bei den Nordischen Junioren-Skiweltmeisterschaften 2018 in Goms gewann er die Bronzemedaille mit der Staffel und die Silbermedaille über 10 km klassisch. Zudem errang er dort den neunten Platz im Skiathlon. Im März 2018 wurde er in Syktywkar russischer Juniorenmeister über 10 km Freistil und im Sprint. Zum Saisonende errang er den siebten Platz in der Gesamtwertung des Eastern-Europe-Cups. Zu Beginn der Saison 2018/19 holte er in Werschina Tjoi über 15 km klassisch seinen ersten Sieg im Eastern-Europe-Cup. Zudem errang er dort den dritten Platz im Sprint und erreichte im weiteren Saisonverlauf den zweiten Platz im Sprint in Krasnogorsk und den dritten Rang im Sprint in Syktywkar. Er belegte damit den achten Platz in der Gesamtwertung des Eastern-Europe-Cups. Bei den U23-Weltmeisterschaften 2019 in Lahti holte er die Silbermedaille im Sprint. Sein Debüt im Weltcup hatte er im Januar 2019 in Dresden, das er auf dem 50. Platz im Sprint beendete. Nach Platz eins im Sprint beim Eastern-Europe-Cup in Werschina Tjoi zu Beginn der Saison 2019/20, holte er in Oberstdorf mit dem elften Platz im Sprint seine ersten Weltcuppunkte. Bei den U23-Weltmeisterschaften 2020 in Oberwiesenthal gewann er jeweils die Silbermedaille im 30-km-Massenstartrennen und mit der Staffel und die Goldmedaille über 15 km klassisch. Im folgenden Jahr holte er bei den U23-Weltmeisterschaften in Vuokatti die Bronzemedaille im Sprint und die Silbermedaille mit der Mixed-Staffel.

## Siege bei Continental-Cup-Rennen
| Nr. | Datum             | Ort              | Disziplin        | Serie              |
| --- | ----------------- | ---------------- | ---------------- | ------------------ |
| 1.  | 26. November 2018 | Werschina Tjoi   | 15 km klassisch  | Eastern Europe Cup |
| 2.  | 29. November 2019 | Werschina Tjoi   | Sprint klassisch | Eastern Europe Cup |
| 3.  | 24. Dezember 2020 | Krasnogorsk      | Sprint klassisch | Eastern Europe Cup |
| 4.  | 18. Dezember 2021 | Kirowo-Tschepezk | Sprint Freistil  | Eastern Europe Cup |
| 5.  | 4. Januar 2022    | Minsk-Raubitschy | Sprint Freistil  | Eastern Europe Cup |